# Gangolf

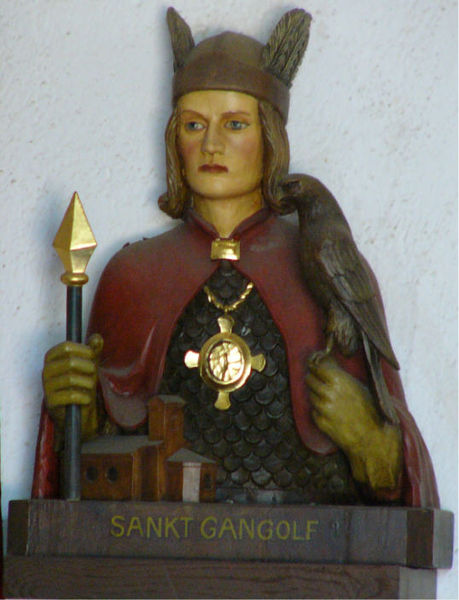
Byst av den helige Gangolf

Gangolf eller Gengulph, död 11 maj 760, var ett katolskt helgon.
Gangolf var av burgundisk ätt, gjorde krigstjänst och skall ha mördats av en brottslig klerk. Gangolfs martyrium behandlades poetiskt av nunnan Hroswitha av Gandersheim. Hans attribut är ett svärd eller andra vapen, och är bland annat patron för olyckliga äktenskap. Hans festdagar firas 11 maj och 6 augusti.